# Iciligorgia brunnea
Iciligorgia brunnea is een zachte koraalsoort uit de familie Anthothelidae. De koraalsoort komt uit het geslacht Iciligorgia. Iciligorgia brunnea werd in 1911 voor het eerst wetenschappelijk beschreven door Nutting. 